# Kontrola w przedsiębiorstwie
Na funkcję kontrolowania składają się wszystkie działania menedżera, polegające na stwierdzaniu i korygowaniu odchyleń od ustalonych norm. Są to działania korekcyjne, regulujące, podejmowane w ramach realizacji pozostałych funkcji zarządzania.

## Tradycyjne rodzaje kontroli
1. Prospektywną – czyli kontrolę poprzedzającą realizację procesu wytwarzania dóbr i usług; obejmuje sprawdzanie poprawności ustalania wzorców działania, czyli ustalania struktury operacyjnej procesu wytwórczego i struktury organizacyjnej.
2. Bieżącą, tj. kontrolę sprawowaną w trakcie realizacji procesu wytwórczego; polega na obserwowaniu przebiegu procesu wykonawczego pod względem:
  1. jego adekwatności do założonej struktury operacyjnej
  2. zgodności ilościowej, jakościowej i czasowej osiąganych rezultatów z celami i zadaniami
3. Retrospektywną, inaczej następczą, dokonywaną po zakończeniu realizacji procesu produkcji lub świadczenia usług; składa się porównanie osiągniętych rezultatów i założonych celów. Stanowi ono podstawę oceny:
  1. sprawności funkcjonowania przedsiębiorstwa, w tym jego szczebli zarządzania
  2. prawidłowości doboru celów, sposobów ich realizacji i struktury

## Ogólne etapy systemu kontroli
1. Ustalenie norm.
2. Mierzenie wyników (trwały, powtarzalny proces)
3. Porównanie rezultatów 1. i 2. etapu kontroli (zestawienie zmierzonego wyniku z ustalonymi normami).
4. Ocena i reagowanie. W rezultacie albo otrzymuje się potwierdzenie prawidłowości przedmiotu kontroli i utrzymuje się stan istniejący, albo podejmuje się decyzję o podjęciu działań korygujących i wdraża się je do procesu wytwarzania.